# John Henry (1800–1882)
John Henry (ur. 1 listopada 1800 w Stanford, zm. 28 kwietnia 1882 w Saint Louis) – amerykański polityk, członek Partii Wigów.

## Działalność polityczna
Od 1832 do 1840 zasiadał w Izbie Reprezentantów Illinois, a od 1840 do 1847 w Senacie Illinois. W okresie od 5 lutego 1847 do 3 marca 1847 przez jedną kadencję był przedstawicielem 7. okręgu wyborczego w stanie Illinois w Izbie Reprezentantów Stanów Zjednoczonych.